# 马尔查尔
马尔查尔，是西班牙安达卢西亚自治区格拉纳达省的一个市镇。总面积8平方公里，
2001年普查人口總數為411人，人口密度為每平方公里51人。